# Morville (Vosges)
Morville település Franciaországban, Vosges megyében. Lakosainak száma 42 fő (2022. január 1.). Morville Bulgnéville, Hagnéville-et-Roncourt, Malaincourt és Vaudoncourt községekkel határos.

## Népesség
A település népességének változása:
| Lakosok száma | 50   | 50   | 52   | 49   | 49   | 48   | 46   | 44   | 42   |
|               | 2013 | 2015 | 2016 | 2017 | 2018 | 2019 | 2020 | 2021 | 2022 |